# وسی
وسی، روستایی از توابع بخش حویق شهرستان طوالش در استان گیلان ایران است.

## جمعیت
این روستا در دهستان چوبر قرار دارد و براساس سرشماری مرکز آمار ایران در سال ۱۳۸۵، جمعیت آن ۱۰۷ نفر (۲۳خانوار) بوده‌است.